# Stilobezzia acrotrichis
Stilobezzia acrotrichis är en tvåvingeart som beskrevs av Tokunaga 1959. Stilobezzia acrotrichis ingår i släktet Stilobezzia och familjen svidknott. Inga underarter finns listade i Catalogue of Life.